# وينيفر فرنانديز
وينيفر ماريا فرنانديز بيريز (بالإنجليزية: Winifer Fernández) (من مواليد 6 يناير 1995) لاعبة كرة طائرة دومينيكية تنافست مع ناديها ميرادور في بطولة العالم للأندية 2015 تحت الاتحاد الدولي للكرة الطائرة . أصبحت معروفة جيدًا بعد مقطع فيديو ، وفي وقت لاحق ، ظهرت صور شخصية لها وهي تتدرب ، وصورت صورًا شخصية لها في يوليو 2016.

## نشأته
وُلدت وينيفر ماريا بيريز في السادس من يناير عام 1995 في مقاطعة سانتياغو بجمهورية الدومينيكان. مسقط رأسها - Cienfuegos ، سانتياغو دي لوس كاباليروس - حيث بدأت رحلتها في الكرة الطائرة في سن العاشرة ، مع مدربها ميغيل دوران.

## روابط خارجية
- FIVB Profile
- CEV Profile